# Smolčiče
Smolčiče (nemško Schmölzing) je naselje občine Štefan na Zilji v okraju Šmohor na Koroškem v Avstriji.